# Підляський стрій
Підляський стрій — українське народне вбрання на Підляшші. Підляський стрій був витриманий у світло-бурих (кавових) та білих барвах. Вишиття на сорочках, спідницях та фартухах було в червоній з небесною барвах, та оздоблення на сукманах, шапках та вовняних спідницях було зеленої барви.
Річка Буг відділяє Підляшшя від Волині. Границі Підляшшя: зі сходу річка Буг, яка пливе в напрямі північного заходу; на півночі від Берестя Литовського границя переходить на захід через місцевості Янів Підляський і Константинів, а тоді повертає на південний захід до Радиня Підляського, переходить на схід до Парчева і Славатич аж до річки Буг. Головні місцевості цього про стору: Берестя, Янів Підляський, Славатичі, Константинів, Радинь, Парчів, Біла Підляська. Згідно з домовленням після II світової війни, границя України йшла по річці Буг, тому Підляшшя відійшло до Польської народної республіки. Тоді то переселено частину українського населення до України і на колишні німецькі землі. Одначе частина населення залишилась, а дехто згодом повернувся на рідні землі. Ці окраїнні наші землі небагаті. Ґрунт неврожайний, промислу немає, ліси у великій мірі вирубані. Народне вбрання на Підляшші має особливі ознаки. Подібно як на Поліссі, тут розвинулося ткацтво і досягнуло такої досконалості, що ручно виткані тканини ви глядають як фабричні.

## Чоловічий стрій
Складається з білої сорочки з розрізом спереді, на сорочку одягали ремінний пас, зверху по сорочці носили буру (чорну) сукману з вузькими червоними вилогами. По сукмані одягали попружку — чорний шкіряний пояс з чотирьохкутною пряжкою. На попружці висів ремінчик, який ішов довкола стегон, до якого були завішані ножик, калитка, хвайка (файка), швайка до хвайки. Сорочка біля низького коміра защіпалася на шпонку або на червону стрічку.
Нижнє вбрання — ногавиці, були досить широкі з білої тканини але біля стопи тісно обв'язувались. Зимою носили шерстяні штани, які обв'язували вже нижче коліна. Сама нога нижче коліна була тісно обвита онучами, по яких йшли переплетині заволоки з постолів. На ногах носили чоботи вище колін або постоли, інколи з лика, лози та липини або з шкіри.
На голові носили низькі солом'яні брилі з жичкою з оксамиту або бавовни, рідше шапку з чорного каракулю з гранатовим суконним верхом. Носили також чотирьохкутні шапки-рогатівки з того самого сукна, що і сукмана. Така суконна шапка була обшита червоним шнурком довкола низу або зверху шапки навхрест. Нижній обвід шапки був обшитий інколи білим сукном з чотирма клинцями для оздоби. Зимою носили як чоловіки так і жінки виправлені на біло кожухи з вишиттям (жовтим та зеленим) та великим чорним коміром. Як верхній одяг до роботи або по кожусі в негоду одягали з грубого конопляного полотна — портянки.

## Жіночий стрій
Жінки носили бурі сукмани такого ж крою, як і чоловіки. Інколи сукмани були оздоблені червоним та небесним крученим шерстяним шнурком. Зверху по сукмані носили кольоровий пояс. На голові одружені жінки носили чепець, та поверху хустку з довгими кінцями — кибалку. Одружені жінки волосся ніколи не заплітали, а скручували на хамельку (обруч) і зверху покривали чепцем з кольорового перкалю або білої бавовни на дротах. Жінки і дівчата підрізали волосся з переду по брови — паруга. Вдома носили тільки чепець на кибалку або намітку (ручник, хустку) з червоними або рожевими смужками на кінцях. До святкового строю належав рантух (довжиною сім локтів), яким обвивали голову під підборіддям, та кінці широко опускали по сукманні, іноді аж по самі кісточки.
Фартух (спідницю) носили з домового конопляного полотна, оздоблену низом кількома поперечними тканими (вишитими) вузькими червоними смужками. Інколи носили перкалеві спідниці та запаски. На будній день носили полотняні спідниці з блакитної вибійки — мальованки. Запаски (фартушки) носили довгі з такими ж поперечними вишитими смужками, як і спідниці, інколи до червоного кольору додавали ще й блакитні смужки.
Дівчата заплітали волосся в дві коси і носили також хустки, кінці яких сходилися спереду і утворювали кокарду. Літом дівчата ходили з непокритою головою. Вони обплітали косами голову і прикрашали живими квітами та стрічками. На шиї носили скляні пацьорки та менталики.
Нижнім вбранням були спідниці — мальованки білого або небесного кольору. На ногах носили білі бавовняні панчохи та черевики з кокардами з жички. Сорочки були вишиті на плечах червоними та небесними бавовняними нитками.
До великого (святкового) строю дівчата одягали спідниці з тонкої вовни бурої барви прикрашені внизу жовто-зеленими вузькими смужками, такі спідниці називали бурками. Старі жінки на голові та зверху по сукмані замотувались в довгі хустки (ручники), кінці яких спадали наперед.
Ознакою одруженої жінки була намітка, а дівчини біла хустинка в руці.
Дівчат з 8-10 років одягали так, як і дорослих жінок, а до того вони ходили в сорочці з крайкою.

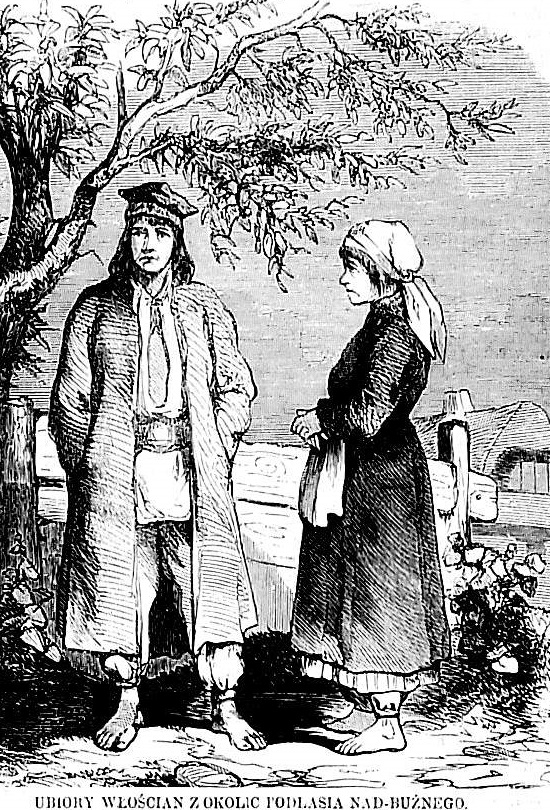
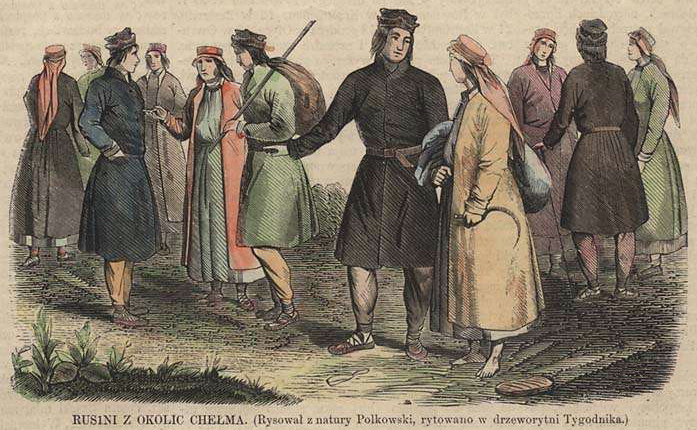
Русини з Холмщини